# سيراس
سيراس (بالنرويجية البوكمول: Terje Andersen)‏ هو موسيقي وعازف قيثارة نرويجي، ولد في 12 مايو 1975 في آكرشوس في النرويج.